# Клюгін Сергій Петрович
Сергій Петрович Клюгін (рос. Серге́й Петро́вич Клю́гин; нар. 24 березня 1974, Кінешма, Російська РФСР) — російський легкоатлет, що спеціалізується на стрибках у висоту, олімпійський чемпіон 2000 року, призер чемпіонату Європи. Заслужений майстер спорту Росії, а також Заслужений тренер Росії.

## Біографія
Сергій Клюгін народився 24 березня 1974 року в місті Кінешма. 
Протягом ранньої своєї спортивної кар'єри не демонстрував високих рельтатів. Найбільшим досягненням росіянина до Олімпійських ігор 2000 року була бронзова медаль чемпіонату Європи у 1998 році. На іграх у Сіднеї з першої спроби взяв планку на висоті 2.35 м, що не вдалося іншим його суперникам, таким чином ставши олімпійським чемпіоном. Після цього ще продовжував вступати на турнірах, але вагомих досягнень більше не здобував, та вирішив завершити кар'єру.
У 2007 році почав тренерську роботу. Першою його підопічною була його дружина Вікторія. Серед відомих підопічних тренера: олімпійських чемпіон 2012 року Іван Ухов (в подальшому позбавлений нагороди за допінг), бронзова призерка Олімпійських ігор 2012 року Світлана Школіна (в подальшому позбавлена нагороди за допінг), чемпіон Європи в приміщенні 2013 року Сергій Мудров. У 2013 році Клюгіна визнали найкращим тренером року, окрім цього його було нагороджено Орденом Дружби.

## Кар'єра
| Рік                           | Змагання                                         | Місто                | Місце            | Примітки         |                  |
| Представник СРСР              | Представник СРСР                                 | Представник СРСР     | Представник СРСР | Представник СРСР | Представник СРСР |
| ----------------------------- | ------------------------------------------------ | -------------------- | ---------------- | ---------------- | ---------------- |
| 1991                          | Чемпіонат Європи з легкої атлетики серед юніорів | Салоніки, Греція     | 2                | 2.27 м           |                  |
| Представник Об'єднана команда |                                                  |                      |                  |                  |                  |
| 1992                          | Чемпіонат світу з легкої атлетики серед юніорів  | Сеул, Південна Корея | 5                | 2.20 м           |                  |
| Представник Росія             |                                                  |                      |                  |                  |                  |
| 1997                          | Чемпіонат світу в приміщенні                     | Париж, Франція       | 14 (кв.)         | 2.24 м           |                  |
| 1997                          | Чемпіонат світу                                  | Афіни, Греція        | 11               | 2.29 м           |                  |
| 1997                          | Універсіада                                      | Сицилія, Італія      | 5                | 2.23 м           |                  |
| 1998                          | Ігри доброї волі                                 | Юніондейл, США       | 7                | 2.20 м           |                  |
| 1998                          | Чемпіонат Європи                                 | Будапешт, Угорщина   | 3                | 2.32 м           |                  |
| 1999                          | Чемпіонат світу                                  | Севілья, Іспанія     | 24 (кв.)         | 2.20 м           |                  |
| 2000                          | Олімпійські ігри                                 | Сідней, Австралія    | 1                | 2.35 м           |                  |
| 2001                          | Чемпіонат світу                                  | Едмонтон, Канада     | 4                | 2.30 м           |                  |
| 2001                          | Ігри доброї волі                                 | Брисбен, Австралія   | 7                | 2.20 м           |                  |
| 2004                          | Чемпіонат світу в приміщенні                     | Будапешт, Угорщина   | 12 (кв.)         | 2.24 м           |                  |